# María Romilda Servini
María Romilda Servini, antes conocida como María Romilda Servini de Cubría, (San Nicolás de los Arroyos, 1 de diciembre de 1936) es una abogada y jueza argentina a cargo del Juzgado Federal n.° 1 de Buenos Aires.

## Biografía
Nació en la ciudad de San Nicolás de los Arroyos, en el extremo norte de la provincia de Buenos Aires, en una familia de clase media alta. Estudió derecho en la Universidad de Buenos Aires, donde en 1958 conoció a Juan Tomás Cubría.
Un año después se casaron, tuvieron un hijo y él fue designado agregado militar en Río de Janeiro, donde la pareja vivió dos años. Tiene dos hijos, Eduardo Cubría y Juan Carlos Cubría.
Fue operada del corazón por obstrucciones arteriales mediante angioplastia coronaria con stent por el cardiólogo intervencionista Luis M. De la Fuente en el Instituto del Diagnóstico.

### Carrera judicial
Cuando volvieron al país, Servini de Cubría terminó sus estudios como escribana y ejerció esa labor durante el año 1966 en escribanías de la provincia de Buenos Aires.
Cuando tuvo a su segundo hijo decidió terminar la carrera de Derecho junto a su hermano, quien también se había anotado.
Realizó la carrera judicial desde el cargo más bajo hasta llegar a su primer cargo como funcionaria al ser nombrada «defensora oficial». Fue ascendida a jueza durante la presidencia de Isabel Perón. Posteriormente fue nombrada «juez de menores», y allí se habría encargado de varios casos de apropiación de niños, siendo la primera en restituir a los menores a la familia de los desaparecidos.
En los años 1980 fue jueza subrogante en un juzgado de instrucción de mayores. Allí, fue la jueza del caso del clan Puccio.

#### Yomagate
El 19 de noviembre de 1990, el entonces presidente Carlos Menem la nombró jueza en lo criminal y correccional federal n.º 1 con competencia electoral.
Tuvo a su cargo la causa denominada Yomagate, donde se acusaba a Amira Yoma ―cuñada del presidente― de lavar dinero proveniente del narcotráfico. 
En 1992 presentó un amparo judicial para que se censurase al cómico Tato Bores por una sátira que él realizaría en su programa humorístico. La justicia civil falló en su favor y la orden de no nombrarla se aplicó al conocido humorista. En respuesta, un coro de famosos (que incluía a Mariano Grondona, Mario Pergolini, Alejandro Dolina, Susana Giménez, China Zorrilla, Magdalena Ruiz Guiñazú, Luis Alberto Spinetta, Chico Novarro, Enrique Pinti, Fernando Bravo, Camila Perissé, Ricardo Darín, Victor Hugo Morales, Victor Heredia y los integrantes de Soda Stereo, entre otros) le dedicaron una canción que decía «La jueza Barú Budú Budía es lo más grande que hay».

#### Asesinato del general chileno Carlos Prats
El 9 de noviembre de 1999, Servini de Cubría interrogó a Michael Townley ―exagente de la DINA (Dirección de Inteligencia Nacional)―.
En ese momento, Townley tenía 56 años (nació el 9 de diciembre de 1942), y por primera vez no solo confesaba cómo asesinaron al general Carlos Prats y su esposa, sino también cómo huyó de Chile en 1973 para eludir la justicia luego del asesinato de un obrero en las instalaciones del Canal de TV de la Universidad Católica en Concepción, durante el Gobierno de Salvador Allende.
Un antecedente que poco después le daría el pase inmediato para integrar los escuadrones secretos de la DINA.

#### Represión en 2001
El 20 de diciembre de 2001, la jueza Servini de Cubría estaba de servicio durante la represión policial en la Plaza de Mayo, que terminó con la dimisión del presidente Fernando de la Rúa. En la investigación periodística del caso, Miguel Bonasso señala que la jueza primero frena la represión en la Plaza pero luego se dirige a la Comisaría Segunda y allí sí ordena reprimir en la modulación policial de las 14:08 que dicho periodista publica en su libro. En su posterior instrucción del caso, la jueza señaló al Ministerio de Interior y la Secretaría de Seguridad como responsables.

#### Demanda a Google y a Yahoo
En 2008, la jueza interpuso un recurso para que se bloqueara el acceso a cualquier información e imágenes de la magistrada existentes en los buscadores Google y Yahoo que no tuviera su consentimiento. Sin embargo la Cámara Nacional de Apelaciones en lo Civil y Comercial Federal de la Capital Federal decidió desestimar el pedido.

#### Reforma Judicial 2013
En junio de 2013, la jueza Servini de Cubría dictó la sentencia "Rizzo" que declaró inconstitucional la reforma del consejo de la magistratura llamada "democratización de la justicia" por el oficialismo. La sentencia fue posteriormente confirmada por la Corte Suprema.[cita requerida]

#### Rapto de bebés durante el franquismo
En septiembre de 2013, Servini de Cubría abrió una causa para investigar el alegado «robo de bebés» ocurrido, según los querellantes, durante el franquismo en España. El 31 de enero de 2014 fueron recibidas las primeras denuncias de españoles residentes en España tras la habilitación del consulado de Argentina en Madrid para estos fines.

#### Asunción Presidencial 2015
En diciembre del año 2015, Servini de Cubria, a resultas de una acción iniciada por la alianza Cambiemos, dictó una sentencia declarativa que estableció la hora de finalización del mandato de la entonces presidenta Cristina Fernández de Kirchner, y de comienzo del presidente Mauricio Macri. En 2017 María Romilda Servini abandonó el juzgado federal con competencia electoral en la provincia de Buenos Aires. 